# Zoran Tegeltija
Zoran Tegeltija, né le 29 septembre 1961, est un homme politique serbe de Bosnie-Herzégovine. Il est président du Conseil des ministres du 23 décembre 2019 au 25 janvier 2023.

## Biographie
Il grandit à Mrkonjić Grad avant de partir étudier à Sarajevo. Il est marié et père de deux enfants.
Il travaille dans l'administration fiscale et l'administration des douanes de la république serbe de Bosnie.

## Carrière politique
Il entre en 2000 au conseil municipal de Mrkonjić Grad et en devient maire en 2004. 
Il est nommé ministre des Finances du gouvernement de la république serbe de Bosnie en 2010. Le 23 décembre 2019, il devient président du Conseil des ministres. Son gouvernement comprend l'Union démocratique croate de Bosnie et Herzégovine (HDZ), le Parti d'action démocratique (SDA) et l'Alliance des sociaux-démocrates indépendants (SNSD), ainsi que l'oligarque Fahrudin Radončić. Plusieurs ministres sont compromis dans des affaires de corruption.
Le 25 janvier 2023, Borjana Krišto lui succède à la tête du gouvernement dont il devient vice-président et ministre des Finances et du Trésor.
Le 18 mai 2023, il est nommé à la tête de l'Autorité fédérale des impôts indirects et démissionne de son poste au gouvernement.